# Розсвітська сільська рада (Мокроусовський район)
Розсві́тська сільська рада (рос. Рассветский сельский совет) — сільське поселення у складі Мокроусовського району Курганської області Росії.
Адміністративний центр — село Розсвіт.
Населення сільського поселення становить 315 осіб (2017; 391 у 2010, 623 у 2002).

## Склад
До складу сільського поселення входять:
| Населений пункт          | Населення, осіб (2002) | Населення, осіб (2010) |
| ------------------------ | ---------------------- | ---------------------- |
| Велике Каменне, присілок | 40                     | 5                      |
| Полой, присілок          | 63                     | -                      |
| Розсвіт, село            | 520                    | 386                    |